# Federico Macheda
Federico Macheda (AFI:ma'kɛːda) (Roma, 22 de agosto de 1991) es un futbolista italiano. Juega de delantero en el Asteras Trípoli F. C. de la Superliga de Grecia.

## Trayectoria
Nacido en Roma, comenzó su carrera en el fútbol en las divisiones inferiores de la Lazio. Sin embargo, no tenía contrato con el equipo romano debido a que el reglamento del fútbol europeo impide que jugadores menores de 16 años firmen contratos profesionales. Por ello, el Manchester United, equipo que había estado buscando jóvenes talentos en Italia, lo contactó ofreciéndole un contrato profesional y trabajo para su familia en Inglaterra. Poco después de su 16.º cumpleaños, Macheda firmó por los diablos rojos. Tras el traslado de su familia a Inglaterra, el 1 de septiembre de 2007 se incorporó oficialmente al club como aprendiz, comenzando con un período de tres años de becas en la academia del club.
El 15 de septiembre de 2007 debutó en el equipo Sub-18 del Manchester, anotando el único gol del partido en la visita al Barnsley. En su primera temporada en el club, terminó como el máximo goleador de la categoría Sub-18, con un total de 12 goles en 21 apariciones. Incluso debutó en la reserva el 26 de febrero de 2008, cuando ingresó al campo como substituto de Gerard Piqué en el minuto 68, sufriendo una derrota por 2-0 de visitante contra el Liverpool. El 12 de mayo de 2008, Macheda obtuvo una medalla en el torneo regional Manchester Senior Cup, estando en la banca de suplentes en la final (victoria por 2-0 sobre el Bolton Wanderers).

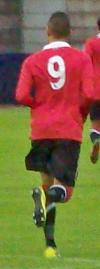
Macheda con el dorsal 9.

El día de su 17.º cumpleaños, Macheda firmó su primer contrato profesional con el Manchester, contrato por el cual cobraba 442€ semanales, aumentándose éste tras su exhibición frente al Aston Villa, llegando a cobrar un total de 11000€ semanales. En la temporada 2008-09, siguió en el equipo Sub-18, aunque tuvo algunas pocas apariciones en la reserva. Ello cambió hacia final de temporada, logrando tener más continuidad y anotando ocho goles en ocho encuentros, incluido un hat trick frente al Newcastle el 30 de marzo del 2009. Esto le valió ser seleccionado para el primer equipo en el partido del 5 de abril frente al Aston Villa. En este encuentro, con el Manchester perdiendo 1-2 y teniendo la necesidad de obtener una victoria para mantener la punta del torneo, al minuto 61 el entrenador Alex Ferguson envió al campo a Macheda en sustitución de Nani. Después del gol del empate de Cristiano Ronaldo en el minuto 80, Macheda anotó el gol de la victoria en el tercer minuto del tiempo de compensación.
Macheda fue convocado para los dos siguientes partidos del Manchester - en primer lugar contra el FC Porto en el partido de ida de los cuartos de final de la Liga de Campeones de la UEFA, y luego contra el Sunderland A. F. C. en el partido de liga, en este partido, 61 segundos después de haber entrado al juego en lugar de Dimitar Berbatov, Macheda anotó gol por segunda vez en su carrera con el Machester United, después de desviar un disparo de Michael Carrick que superó al portero del Sunderland Craig Gordon  para el gol de la victoria.
Jugó por primera vez como titular en la Premier League el 2 de mayo de 2009 contra el Middlesbrough FC pero no pudo anotar, siendo sustituido al minuto 10 del segundo tiempo. El Manchester ganó el partido por 2-0.
En la temporada 2009-10, estuvo acosado por las lesiones. Sin embargo, jugó dos partidos de Champions League y anotó un gol contra Chelsea el 3 de abril de 2010 por la Premier League.
En la temporada 2010-11, tras una primera rueda de pocas oportunidades en el Manchester, Macheda fue cedido en calidad de préstamo a la Sampdoria, con el fin de reemplazar las bajas del club de Antonio Cassano y Giampaolo Pazzini. Anota su primer gol con la Sampdoria contra el Udinese por Copa Italia.
En su retorno al Manchester United, Macheda gana la supercopa Inglesa (Community Shield). En un partido por los cuartos de final de la Carling cup 2011/12 macheda anota su primer gol de la temporada, de penal, frente al Crystal Palace, no obstante el Manchester United perdió por 1 a 2.
Es cedido a préstamo hasta el final de la temporada 2011/12 al QPR.
Tras terminar su préstamo en el QPR vuelve al Manchester para jugar la temporada 2012-13, sin embargo no es parte del primer equipo, y es parte del equipo Sub-21 del Manchester, ya que se crea la nueva liga inglesa Sub-21.
El 24 de enero de 2013 ha sido cedido por seis meses al VfB Stuttgart.
Luego de no renovar su préstamo con el club alemán, vuelve al Manchester United donde gana otra Community Shield en el 2013 frente al Wigan. Luego de eso fue cedido al Doncaster Rovers de la segunda división inglesa hasta junio de 2014, no obstante el préstamo puede renovarse por una más. A pesar de que se había consolidado en el Doncaster, una lesión en el tendón de la corva provoca que el 8 de octubre (solo un mes después de haber sido cedido) rescinda el contrato del jugador, aunque se cree que volverían a solicitar la cesión de Macheda en enero una vez que se recupere de su lesión y se reabra el mercado de pases.
No obstante luego de recuperarse de su lesión, no regresó al Doncaster sino que terminó recalando en el Birmingham para lo que restaba del año. Con su nuevo club logró mantener la titularidad que había mantenido en su anterior club no obstante su efectividad de cara al gol fue superlativa en el grupo marcando 10 goles en 14 partidos. Luego de su etapa en el Birmingham, queda como agente libre luego de finalizar su vínculo contractual con el Manchester United. Poco tiempo después de esto ficha por el Cardiff City de Gales por las siguientes 3 temporadas.

## Selección nacional
Ha sido Internacional con las categorías inferiores de la selección italiana. Con la sub-16, jugó 10 partidos y anotó 2 goles. Con la sub-17, jugó 3 partidos pero no marcó ningún gol. Con la sub-19, jugó un único partido y tampoco marcó. Finalmente, con la sub-21, ha jugado 10 partidos y ha marcado 4 goles.

## Estadísticas
| Manchester United Inglaterra | 1.ª           | 2008-09       | 4  | 2  | 1  | 0 | 0  | 0 | 5   | 2  | 0,40 |
| Manchester United Inglaterra | 1.ª           | 2009-10       | 5  | 1  | 3  | 0 | 2  | 0 | 10  | 1  | 0,10 |
| Manchester United Inglaterra | 1.ª           | 2010-11       | 7  | 1  | 3  | 0 | 2  | 0 | 12  | 1  | 0,08 |
| Manchester United Inglaterra | Total club    | Total club    | 16 | 4  | 7  | 0 | 4  | 0 | 27  | 4  | 0,14 |
| U. C. Sampdoria · Italia | 1.ª           | 2010-11       | 14 | 0  | 2  | 1 | 0  | 0 | 16  | 1  | 0,06 |
| U. C. Sampdoria · Italia | Total club    | Total club    | 14 | 0  | 2  | 1 | 0  | 0 | 16  | 1  | 0,06 |
| Manchester United Inglaterra | 1.ª           | 2011-12       | 3  | 0  | 2  | 1 | 1  | 0 | 6   | 1  | 0,17 |
| Manchester United Inglaterra | Total club    | Total club    | 3  | 0  | 2  | 1 | 1  | 0 | 6   | 1  | 0,17 |
| QPR Inglaterra | 1.ª           | 2011-12       | 3  | 0  | 3  | 0 | 0  | 0 | 6   | 0  | 0    |
| QPR Inglaterra | Total club    | Total club    | 3  | 0  | 3  | 0 | 0  | 0 | 6   | 0  | 0    |
| Manchester United Inglaterra | 1.ª           | 2012-13       | 0  | 0  | 1  | 0 | 2  | 0 | 3   | 0  | 0    |
| Manchester United Inglaterra | Total club    | Total club    | 0  | 0  | 1  | 0 | 2  | 0 | 3   | 0  | 0    |
| VfB Stuttgart · Alemania | 1.ª           | 2012-13       | 14 | 0  | 1  | 0 | 3  | 0 | 18  | 0  | 0    |
| VfB Stuttgart · Alemania | Total club    | Total club    | 14 | 0  | 1  | 0 | 3  | 0 | 18  | 0  | 0    |
| Doncaster Rovers Inglaterra | 2.ª           | 2013-14       | 15 | 3  | 0  | 0 | 0  | 0 | 15  | 3  | 0,20 |
| Doncaster Rovers Inglaterra | Total club    | Total club    | 15 | 3  | 0  | 0 | 0  | 0 | 15  | 3  | 0,20 |
| Birmingham City Inglaterra | 2.ª           | 2013-14       | 18 | 10 | 0  | 0 | 0  | 0 | 18  | 10 | 0,55 |
| Birmingham City Inglaterra | Total club    | Total club    | 18 | 10 | 0  | 0 | 0  | 0 | 18  | 10 | 0,55 |
| Cardiff City Gales | 2.ª           | 2015-16       | 8  | 2  | 2  | 2 | 0  | 0 | 10  | 4  | 0,40 |
| Cardiff City Gales | Total club    | Total club    | 8  | 2  | 2  | 2 | 0  | 0 | 10  | 4  | 0,40 |
| Novara Calcio · Italia | 3.ª           | 2016-18       |    |    |    |   |    |   | 24  | 7  | 0,29 |
| Panathinaikos Fútbol Club · Grecia | 1.ª           | 2018-22       |    |    |    |   |    |   | 106 | 36 | 0,34 |
| Ankaragücü Turquía | 1.ª           | 2022-Act.     |    |    |    |   |    |   |     |    |      |
| Total carrera | Total carrera | Total carrera | 91 | 19 | 18 | 4 | 10 | 0 | 368 | 89 | 0,24 |
| (1) Incluye participaciones en la Community Shield, FA Cup, Capital One Cup, Copa Italia y DFB Pokal. (2) Incluye participaciones en la Liga de Campeones de la UEFA y Liga Europea de la UEFA. (3) Media de goles por encuentro. No incluye goles en partidos amistosos. |               |               |    |    |    |   |    |   |     |    |      |

## Palmarés

### Campeonatos nacionales
| Título           | Club                    | País       | Año      |
| ---------------- | ----------------------- | ---------- | -------- |
| Premier League   | Manchester United F. C. | Inglaterra | 2008-09  |
| Copa de la Liga  | Manchester United F. C. | Inglaterra | 2008-09  |
| Copa de la Liga  | Manchester United F. C. | Inglaterra | 2009-10  |
| Community Shield | Manchester United F. C. | Inglaterra | 2010     |
| Premier League   | Manchester United F. C. | Inglaterra | 2010-11* |
| Community Shield | Manchester United F. C. | Inglaterra | 2011     |
| Community Shield | Manchester United F. C. | Inglaterra | 2013     |
| Copa de Grecia   | Panathinaikos           | Grecia     | 2021-22  |

(*) Juega parte del campeonato, pero es cedido a la Sampdoria en enero.